# Kletno

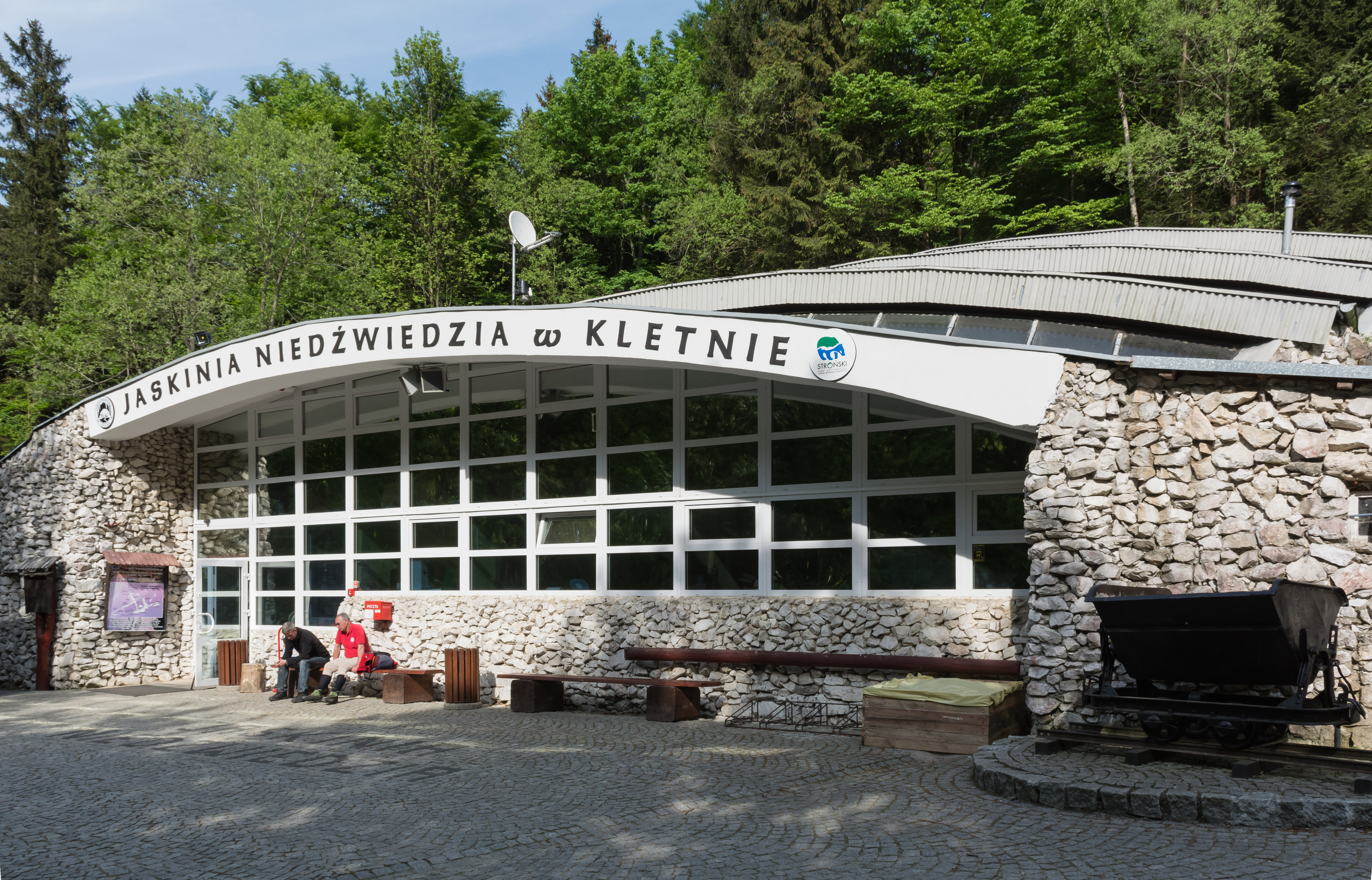
Wejście do Jaskini Niedźwiedziej w Kletnie

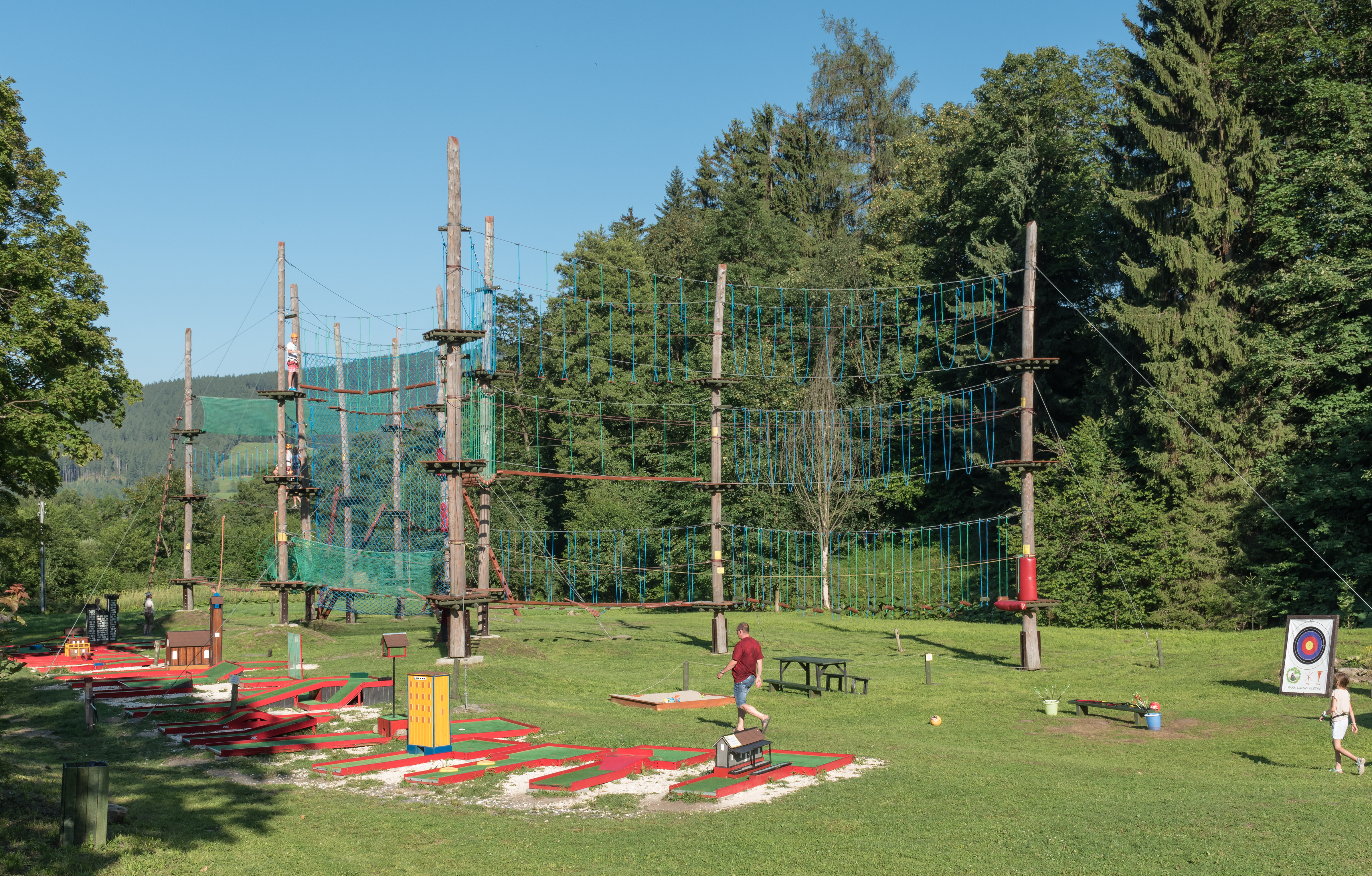
Park linowy w Kletnie

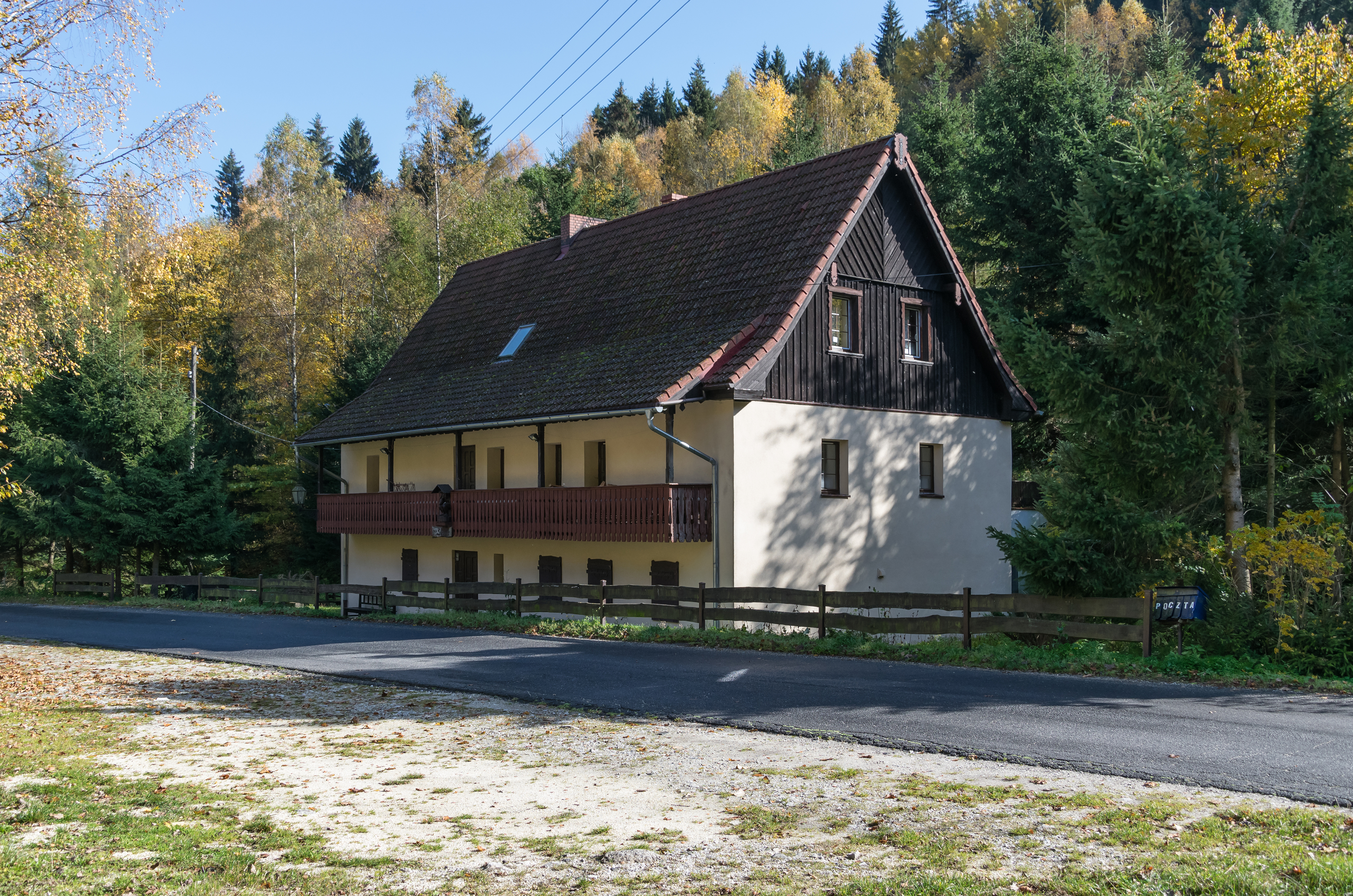
Dom nr 13

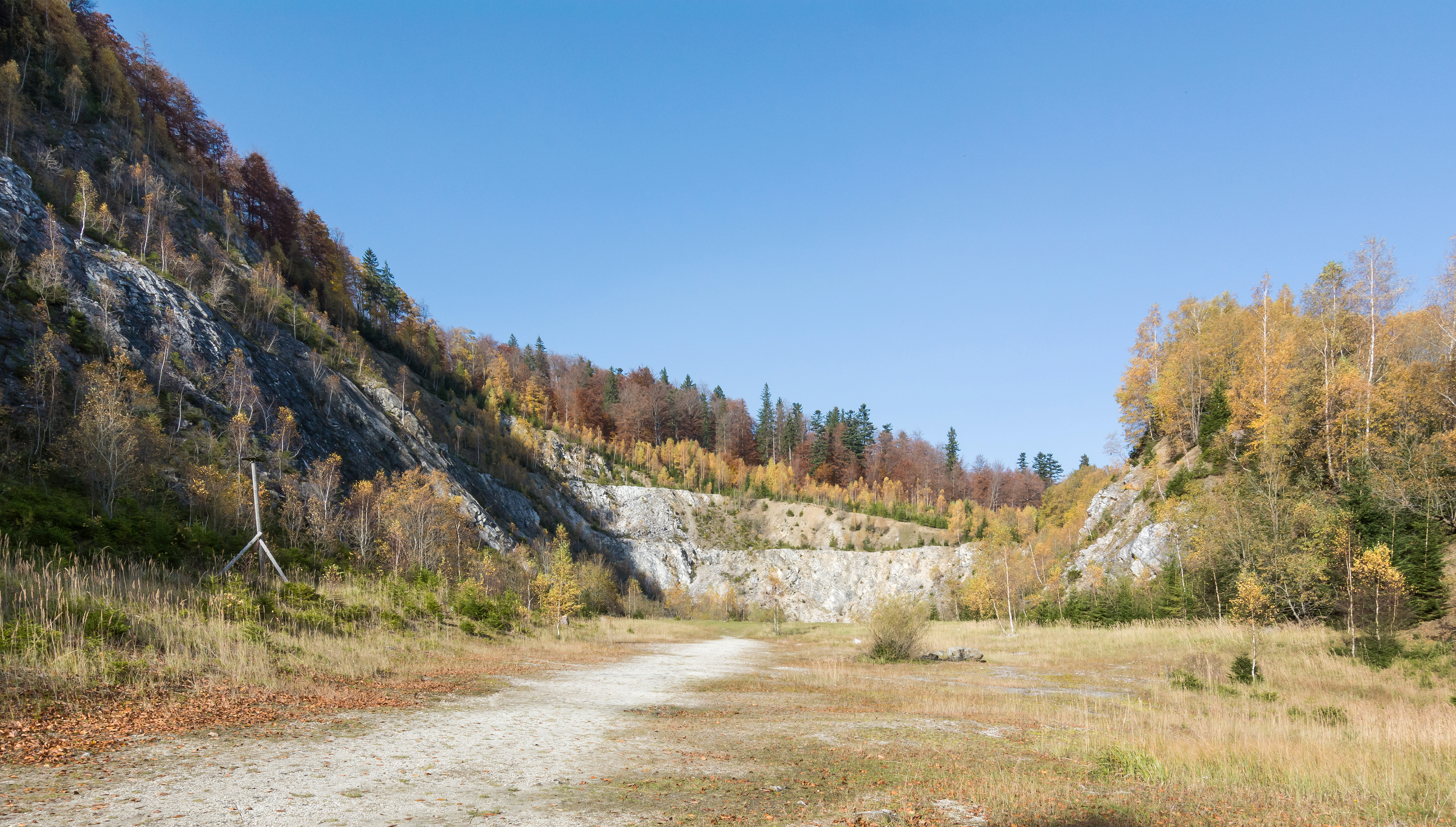
Kamieniołom Kletno I

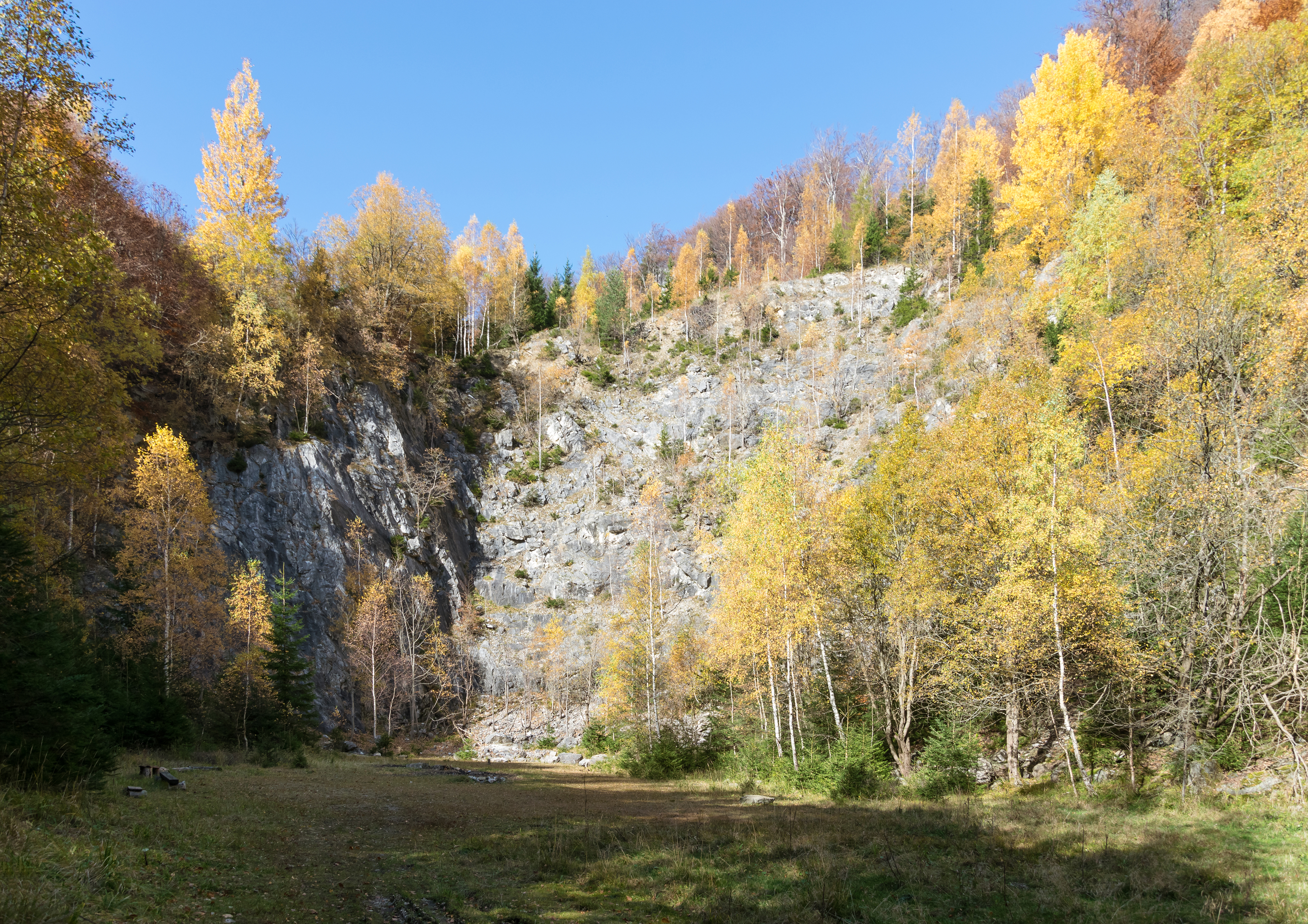
Kamieniołom Kletno II

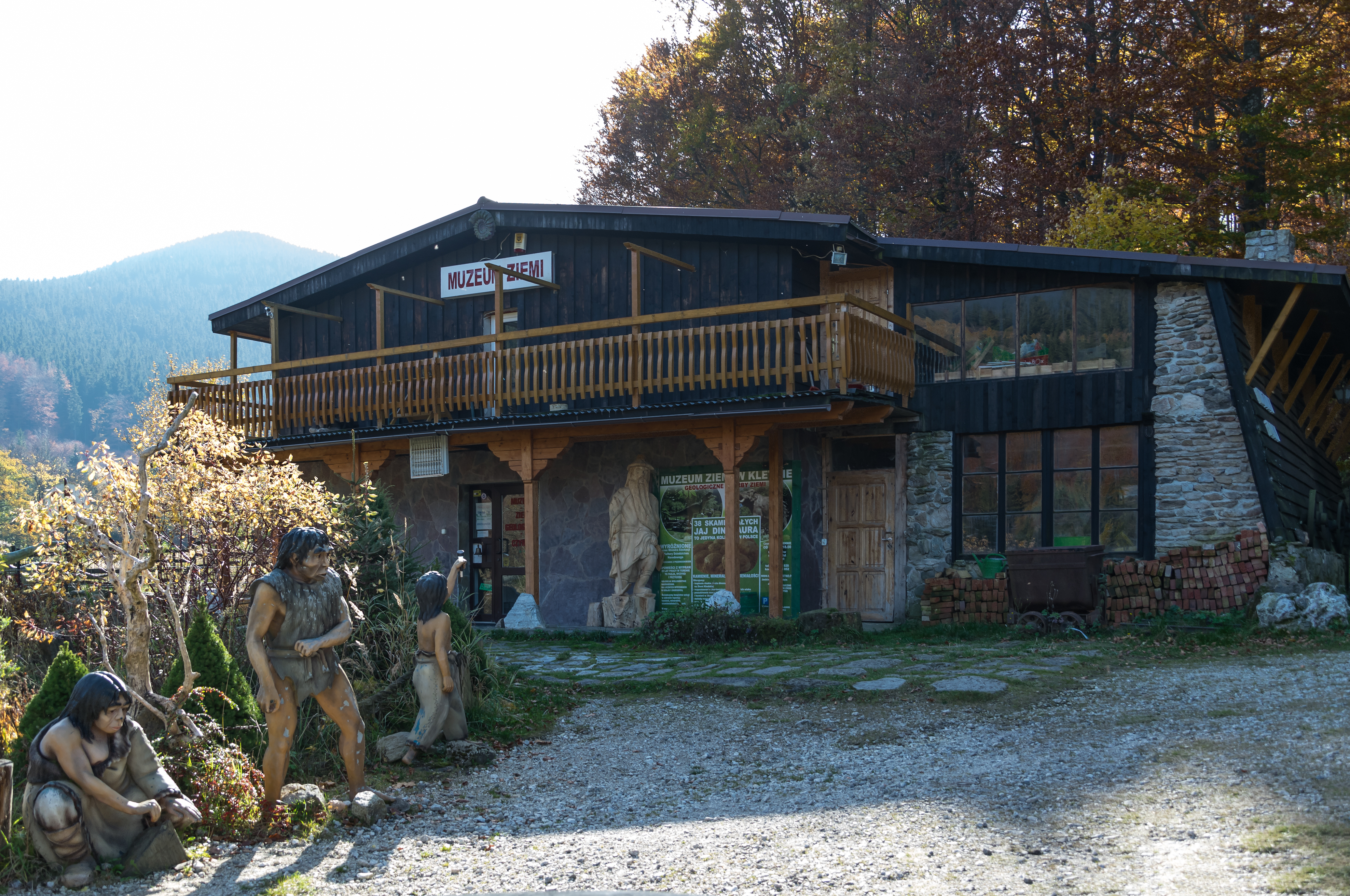
Muzeum Ziemi w Kletnie

Kletno (dawniej niem. Klessengrund) – wieś w Polsce położona w województwie dolnośląskim, w powiecie kłodzkim, w gminie Stronie Śląskie.

## Podział administracyjny
W latach 1975–1998 miejscowość administracyjnie należała do województwa wałbrzyskiego.

## Geografia
Kletno jest rzadko zabudowaną wsią rozciągającą się w krętej i głębokiej dolinie rzeki Kleśnicy. Od północy graniczy ze Starą Morawą i ciągnie się na przestrzeni około 4 km. W swojej końcowej części styka się z rezerwatem Jaskinia Niedźwiedzia i terenami będącymi dawniej obszarem odkrywkowej kopalni marmuru.
Dolina rozgranicza dwa pasma górskie, które są rozłogami Śnieżnika (1425 m n.p.m.) i wchodzą w skład Masywu Śnieżnika. Pasmo wschodnie tworzą góry o nazwach Stroma, Porębek i Młyńsko. Pasmo zachodnie zaczyna się od części grzbietu Żmijowca i prowadzi dalej przez Rudkę, Janowiec i Krzyżnik. Powyżej wsi dolina Kleśnicy zwęża się w tzw. „gęsią gardziel” wiodącą ku szczytowi Śnieżnika.

## Geologia
Kletno leży na obszarze jednostki geologicznej nazywanej Metamorfikiem Lądka i Śnieżnika. Jest ona bardzo starą formacją, datowaną na 570 mln lat i zaliczaną do przełomu proterozoiku i paleozoiku. Wydobywano tu od średniowiecza rudy żelaza, srebra, fluoryt, a nawet rudy uranu i złoto.
Dolina jest wycięta w skałach metamorficznych, tzw. łupkach łyszczykowych, gnejsach i paragnejsach, w których występują erlany i soczewy marmuru. Na Stromej występują kwarcyty, które tworzą skałki. Inne skałki – zbudowane z łupków łyszczykowych – występują na Młyńsku.
W miejscach styku odmiennych rodzajów skał występują rudy żelaza (magnetyt, limonit, syderyt i sferosyderyt) oraz ołowiu (galena), a nawet miedzi. W skałach we wnętrzu Żmijowca prowadzono głęboką penetrację w celu pozyskania fluorytu oraz występującej w jego sąsiedztwie blendy smolistej, czyli rudy uranu. W sumie na stosunkowo niewielkim obszarze doliczono się prawie 50 pierwiastków tworzących blisko 60 minerałów.
Występowanie wapieni krystalicznych (marmurów), które są skałami rozpuszczalnymi w wodzie, jest przyczyną zjawisk krasowymi. Należy do nich Jaskinia Niedźwiedzia o ponad 1000 metrowej długości chodników. Nie jest to jedyna jaskinia w okolicy. Obserwuje się tu także liczne ponory i wywierzyska. Część wód podziemnych z okolic Kletna wypływa po południowej stronie granicy – w dolinie Morawy.
Teren wsi był dawniej miejscem bardzo różnorodnych eksploracji górniczych, a obecnie jest celem licznych wypraw poszukiwaczy minerałów. Zawdzięcza się to urozmaiconej budowie geologicznej.

## Przyroda

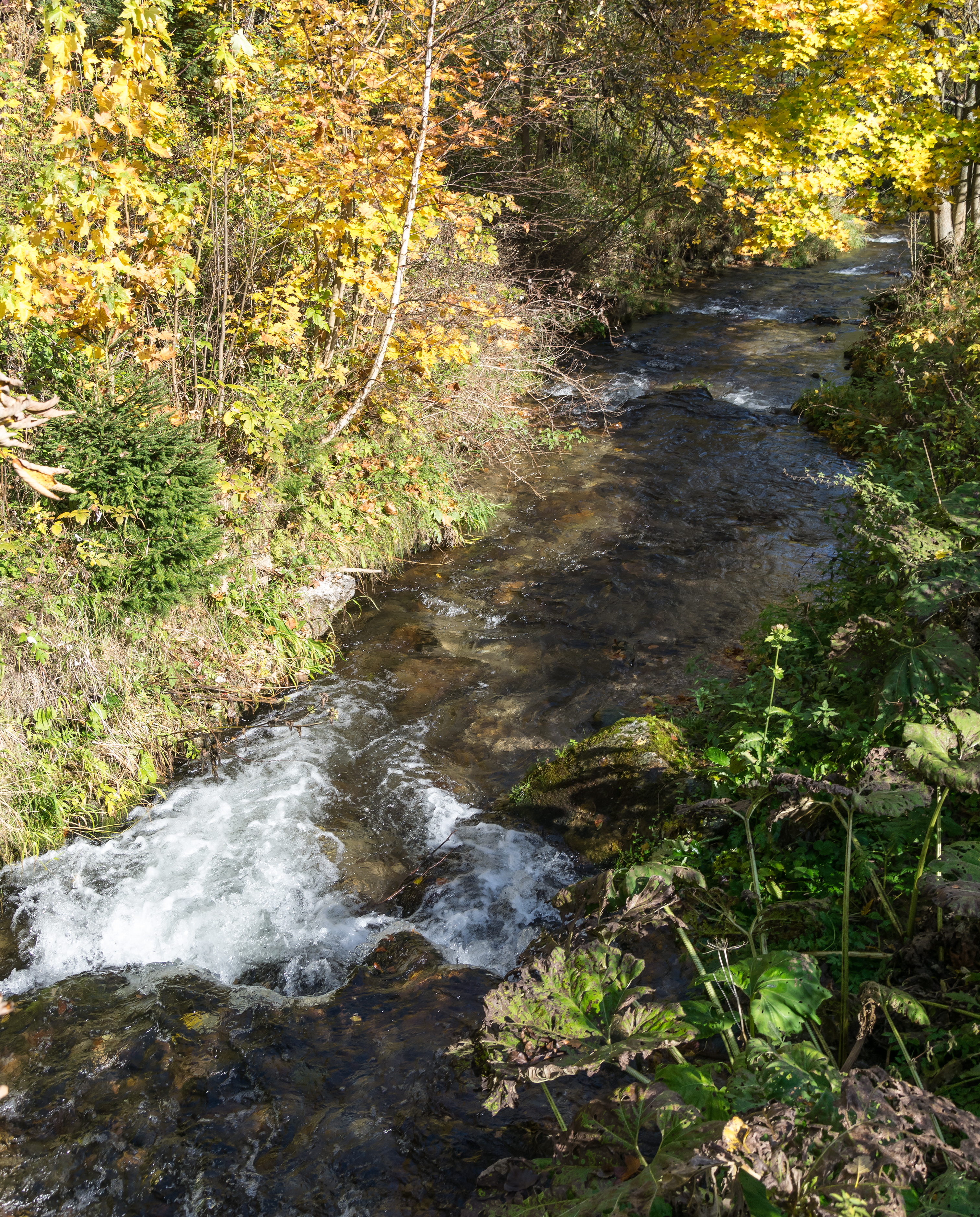
Potok Kleśnica w Kletnie

Stoki są tu dość mocno zalesione tworząc specyficzny nastrój bujnej zieleni. Las schodzi miejscami aż do rzeki. Drzewa to głównie świerki z domieszką modrzewi, buków i jaworów tworzących piętro regla dolnego. Na dnie doliny przeważają drzewa liściaste, które jesienią nadają jej szczególnego kolorytu.
Okolica może się poszczycić ostępami, w których występuje zwierzyna płowa. Tylko tutaj w Polsce, poza Tatrami, można spotkać kozice. Nie są rzadkością jelenie, sarny i muflony. Z ptactwa warto wymienić czeczotkę oraz pluszcza. Tego drugiego można łatwo znaleźć w potoku Kleśnica powyżej Jaskini Niedźwiedziej, jak wykonuje efektowne skoki do wody połączone z zabawnym tańcem na kamieniach. Obserwowano tu także przeloty bociana czarnego. Herpentolodzy wspominają o występowaniu w okolicy stanowisk salamandry oraz o interesującym ekosystemie płazów na terenie starego wyrobiska kamieniołomów marmurów. Z ciekawostek – w okolicy Młyńska w lesie żyje zdziczała para kóz domowych, a w górnej części wsi zaobserwowano wiewiórki o nietypowym dwubarwnym umaszczeniu.

## Ochrona przyrody
Cała wieś, jak i jej okolice leżą w całości na obszarze Śnieżnickiego Parku Krajobrazowego. W bezpośrednim sąsiedztwie umiejscowione są dwa rezerwaty przyrody. Pierwszym z nich jest wspomniana już „Jaskinia Niedźwiedzia” wraz z leśną otuliną, przez którą prowadzą przyrodnicze ścieżki dydaktyczne. Drugi rezerwat obejmuje szczyt Śnieżnika i chroni znajdującą się tam haliznę z endemiczną roślinnością górską.

## Klimat
Ciekawą własnością mikroklimatu okolic Kletna są dwa zjawiska. Pierwszy to zupełny brak jednej pory roku, a mianowicie lata (definiowanego roku jako okres, w którym przez minimum 15 dni temperatura nie spada poniżej +15 °C), co jest dość typowe dla okolic górskich znajdujących się powyżej 550 m n.p.m.
Drugim zjawiskiem jest wyjątkowa zaciszność doliny Kleśnicy w okresach, w których w całej okolicy występują nawet bardzo silne wiatry. Sprzyja temu głębokość doliny oraz osłonięcie jej od południa, zachodu i wschodu wysokim masywem górskim. Względnie wysoka wilgotność oraz duże dobowe wahania temperatury, zwłaszcza w pogodne dni, to także typowe cechy klimatu górskiego.
W Kletnie w pobliżu Jaskini Niedźwiedziej usytuowane jest meteorologiczna stacja pomiarowa Uniwersytetu Wrocławskiego.

## Historia

### Przypuszczalne początki w XIV wieku
Osadnictwo na terenie dzisiejszego Kletna najpewniej związane było z wydobyciem i wytopem rud żelaza. Na ten okres datuje się istnienie u wylotu doliny jednej z najstarszych kuźnic w okolicy. W dolinie Kleśnicy zapewne znajdowały się złoża, z których wydobywano surowiec.
Na terenie, który pokrywa się z dzisiejszym obszarem gmin Stronie Śląskie i Lądek-Zdrój, istniało dawniej samodzielne państewko feudalne ze stolicą na zamku Karpień. Przypuszcza się, że już wtedy musiała tu istnieć osada górników lub hutników, jednakże brak na to dowodów. W dokumencie z 1347 r. wymienia się „die Clesse”, jako jedną z części państewka. Nazwa miejsca, pochodzi od słowa „Klesse”, które mogło oznaczać wtedy narzędzie i miejsce do rozdrabniania rudy. Mogła ona pierwotnie być stosowana do nazwy samej kuźnicy, później potoku lub doliny w jego pobliżu.
Pewne przypuszczenia, co do istnienia osady już w XIII w. wysnuwa się na pewnej przesłance. Otóż znany jest z dokumentów poeta kłodzki Dietrich von der Glesse. Żył w latach 1209–1291, co mogłoby świadczyć o tak wczesnym istnieniu wsi lub osady o tej nazwie.
W końcu XV w. w dokumentach pojawia się pierwsza konkretna wzmianka o tym terenie i kuźnicy. Dokumenty dotyczą Nicolasa Bechmana i Veroniki Bechman ze Świdnicy i mowa w nich o tym, że Nicolas sprzedał kopalnię w Kletnie niejakiemu Boranowi w 1483 r. Zaś w dokumencie z 1492 r. Veronika Bechman zrzeka się praw do kuźnicy żelaza.
Najpewniej powstanie samego Kletna można datować na lata 1550–1560 w okresie, gdy na nieodległym terenie zakładano wieś Bolesławów (Wilhelmsthal) w związku z rozwojem tam górnictwa i hutnictwa. Wieś założono w dobrach kameralnych.
Kuźnicę u wylotu doliny Kleśnicy w 1501 r. hrabia kłodzki Ulryk von Hardeck sprzedał K. Weidlichowi. W 1520 r. istniała w Kletnie sztolnia Sankt Paul, a w 1521 Sankt Jacob (sztolnia odwadniająca), nadana przez hrabiego książętom ziębickim. Eksploatacja nie trwała jednak długo. Bardziej opłacalne stały się poszukiwania złóż rud srebra. Wiadomo, że w 1577 r. zaczęto wydobywać tu srebronośną galenę w kopalni o nazwie Dunkelstollen (dosł. Mroczna Sztolnia) należącej do założyciela Bolesławowa, Wilhelma von Oppersdorfa. Z 1606 r. zachowała się wzmianka o istnieniu huty w samym Kletnie. W latach 70. XVI w. działała tu także kopalnia „Sankt Johan” wydobywająca rudę żelaza.

### Upadek górnictwa po wojnie trzydziestoletniej
Spustoszenie całej ziemi kłodzkiej przyniosły wojny na tle religijnym prowadzone w latach 1618–1648, a zwłaszcza rabunki dokonywane przez przechodzącą armię szwedzką. Dotyczyło to również okolic Kletna. Po zawarciu pokoju, mimo podejmowanych prób, gospodarka oparta na wydobyciu surowców nie przynosiła już takich zysków, jak wcześniej. W 1661 r. otwarto jeszcze kopalnię miedzi na potrzeby huty w Starej Morawie. Pod koniec XVII w. można mówić już o faktycznym upadku górnictwa i hutnictwa. W 1684 r. okoliczne dobra stały się własnością hrabiego von Althanna z Międzylesia. Wieś Kletno, wówczas Klessengrundt, była już typowo rolniczą, małą osadą.

### Rozwój w wieku XVIII i XIX
Kletno stało się częścią dużej posiadłości zwanej kluczem strońskim. Po Althannie w 1747 r. klucz kupił hr. Georg Olivier von Wallis . Mieszkało tu wtedy 20 chałupników i zagrodników, była więc to niewielka osada. W 1765 r. mowa jest już o jednym kmieciu, 24 zagrodnikach i czterech chałupnikach. W 22 lata później odnotowano istnienie kamieniołomu wapieni krystalicznych oraz zamieszkiwanie wsi przez 32 zagrodników i chałupników.
O niewielkim rozwoju w początkach XIX w. świadczy powstanie ok. 1830 r. kolonii Neu Klessengrund (Klecienko) w okolicy dzisiejszego rozdroża na Sienną. Właścicielem dóbr stał się hrabia von Mutius, od którego cały klucz stroński odkupiła królewna Marianna Orańska. Gospodarczy rozwój, budowa wielu dróg, wykształcanie się miejscowości letniskowych i zwiększający się ruch turystyczny. Z inicjatywy Marianny Orańskiej powstała m.in. droga na Śnieżnik wiodąca przez Kletno.
W 1840 r. w Kletnie były 44 budynki, 2 młyny wodne, 3 tartaki oraz potażarnia. Wieś żyła głównie z lasu i eksploatacji złóż marmuru. Wiadomo również o powierzchniowym pozyskiwaniu fluorytu w latach 1855–1866. W II poł. XIX w. Kletno zaczęło funkcjonować także jako letnisko. Zachwycano się tu krajobrazem górskim i przyrodą. Na potrzeby turystów pracowała gospoda, a w Neu Klessengrund postawiono nawet kaplicę (dotrwała do 1969 r.). W roku 1839 przeprowadzono inwentaryzację starych wyrobisk. Pozwoliło to na wydobywanie do 1893 r. hematytowej rudy żelaza. W 1895 r. przez zaledwie jeden rok, kopano jeszcze rudę miedzi.

### Lata międzywojenne
Kletno nabrało popularności jako wieś letniskowa. Hotel Kaiserruh, pensjonat Villa Agnes (obecna leśniczówka), schronisko młodzieżowe, dwie gospody i kwatery prywatne obsługiwały całkiem sporą liczbę turystów. W 1937 r. zanotowano, że wieś dysponuje 75 miejscami noclegowymi. Powstała nawet skocznia narciarska.
Chociaż w pobliskich kamieniołomach marmuru natrafiano od czasu do czasu na jaskinie, to jednak były odstrzeliwane i nie stanowiły atrakcji turystycznej. Jedna z nich, o długości ok. 30 m, przetrwała do 1956 r.

### Lata powojenne
Tuż po II wojnie światowej i osiedleniu się tu ludności polskiej, Kletno było wsią rolniczą. Mieszkańcy utrzymywali się również z lasu oraz kamieniołomu marmuru eksploatowanego na niewielka skalę. Duża część zabudowy wsi popadła w kompletną ruinę lub została rozszabrowana.
W 1948 r. rozpoczęto w polskich Sudetach prace poszukiwawcze złóż uranu. Całość była finansowana i prowadzona przez służby geologiczne Związku Radzieckiego. W lecie tego roku w Kletnie dokonano obiecujących odkryć. W lipcu w hałdzie starej sztolni Sankt Paul odkryto podwyższoną radioaktywność typu gamma i okruszcowanie uranowe. Już w kilka miesięcy później rozpoczęto pozyskiwanie z niej rud uranu. Wkrótce złoże okazało się być coraz słabiej opłacalne i w końcu marca 1953 zaprzestano eksploatacji oraz dalszych poszukiwań. Od 1953 r. przez kilka następnych lat pozyskiwano tu jeszcze fluoryt. W 1958 r. i tę kopalnię zlikwidowano.
Od maja 1958 r. ruszyła w Kletnie eksploatacja na dużą skalę pobliskich złóż marmurów przez Bystrzyckie Zakłady Kamienia Budowlanego. Prace prowadzono metodą odkrywkową. Do wykorzystywanego już od dawna złoża „Biała Marianna” w wyrobisku Kletno I dołączyło w 1959 złoże Kletno II, a w 1965 Kletno III.

### Odkrycie jaskiń i rozwój turystyczny wsi
W październiku 1966 r. w czołowej ścianie nowo założonego kamieniołomu Kletno III wykonano odstrzał, po którym odsłoniła się głęboka szczelina, a z osuwającej się ziemi wydobyto liczne kości dużych zwierząt. O odkryciu zostali powiadomieni naukowcy z Uniwersytetu Wrocławskiego. Zaprzestano eksploatacji marmuru w tym rejonie Kletna i zabezpieczono otwór. Dzięki staraniom badaczy jaskinia stała się najpierw pomnikiem przyrody, a od 1977 r. objęto ją wraz z przyległościami ochroną rezerwatową. Jaskinia swoją nazwę zyskała od niedźwiedzia jaskiniowego, którego kości dominowały z paleontologicznych znaleziskach.
Wartość naukowa i przyrodnicza jaskini okazała się na tyle duża, że ostatecznie zaprzestano w Kletnie prowadzenia robót górniczych. Najpierw zamknięto łom Kletno II, włączając go do granic rezerwatu a ostatecznie w 1993 r. również Kletno I. Równolegle z badaniami i penetracją podziemnych korytarzy rozpoczęto starania o udostępnienie jej do zwiedzania. W roku 1983 otwarto trasę turystyczną prowadzącą przez środkowe partie jaskini. Postawiono pawilon u jej wejścia, wytyczono parkingi i wyremontowano drogę. Od tego czasu systematycznie wzrastała turystyczna popularność Kletna i całej gminy. Pierwszym opiekunem i przewodnikiem turystycznym po jaskini był mieszkaniec Kletna – Jakub Sądej.
W latach 70. w rejonie Stronia Śląskiego planowano zlokalizowanie dużej inwestycji turystycznej pod nazwą „drugie Zakopane”. W Kletnie miały powstać wyciągi oraz podziemne sanatorium radonowe. Projekty spaliły jednak na panewce, zanim zdążono uruchomić jakiekolwiek budowy. W 1977 r. okolice Kletna objął Śnieżnicki Park Krajobrazowy.